# Équipe du Malawi masculine de volley-ball
L'équipe du Malawi de volley-ball est composée des meilleurs joueurs malawites  sélectionnés par la Volleyball Association Of Malawi (VAM).  Elle figure au 131e rang dans le classement de la Fédération internationale de volley-ball au 1er octobre 2018. 

## Sélection actuelle
Sélection pour les qualifications au championnat du monde 2010.
Entraîneur : E. Ng'ombe  ; entraîneur-adjoint : J. Nkhoma 